# Ruta Estatal de California 151
La Ruta Estatal de California 151, y abreviada SR 151 (en inglés: California State Route 151) es una carretera estatal estadounidense ubicada en el estado de California. La carretera inicia en el Oeste desde la Represa Shasta hacia el Este en la SR 91     en Shasta Lake. La carretera tiene una longitud de 11,1 km (6.925 mi).

## Mantenimiento
Al igual que las autopistas interestatales, y las rutas federales y el resto de carreteras estatales, la Ruta Estatal de California 151 es administrada y mantenida por el Departamento de Transporte de California por sus siglas en inglés Caltrans.

## Cruces
| Condado | Localidad   | Miliario | Destinos                | Notas       |
| --- | ----------- | -------- | ----------------------- | ----------- |
| Shasta SHA 0.00-R6.92 |             | 0.00     | Represa Shasta          |             |
| Shasta SHA 0.00-R6.92 | Shasta Lake | 3.78     | CR A18 (Lake Boulevard) |             |
| Shasta SHA 0.00-R6.92 | Shasta Lake | 6.79     | Cascade Boulevard       |             |
| Shasta SHA 0.00-R6.92 | Shasta Lake | R6.92    | I 5 – Redding, Portland | Interchange |
| 1.000 mi = 1.609 km; 1.000 km = 0.621 mi Cerrada/Antigua • Terminal concurrente • Acceso incompleto • Propuesta/Sin abrir |             |          |                         |             |